# Мати (коммуна)
Ма́ти (итал. Mathi) — коммуна в Италии, располагается в регионе Пьемонт, в провинции Турин.
Население составляет 4500 человек (2008 г.), плотность населения составляет 566 чел./км². Занимает площадь 7 км². Почтовый индекс — 10075. Телефонный код — 011.
Покровителем коммуны почитается святой Мавр, празднование 15 января.

## Демография
Динамика населения:

## Города-побратимы
- Лас Парехас, Аргентина
- Мджарр, Мальта

## Администрация коммуны
- Официальный сайт: http://www.comune.mathi.to.it